# 新保祐司
新保 祐司（しんぽ ゆうじ、1953年5月12日 - ）は、日本の文芸評論家。元都留文科大学副学長・教授。

## 略歴
宮城県仙台市出身。四人兄弟の末っ子。父親は出光興産勤務。小中学校時代は世田谷区の上馬で過ごす。世田谷区立旭小学校、世田谷区立駒留中学校卒業。1977年東京大学文学部仏文科卒業。
キリスト教や日本の伝統・文化に理解を示す。自らの評論を「文芸的な評論」とし、詩的な文章をつくることを主眼としている。
文芸評論家の富岡幸一郎との対談本、共著が比較的多い。表現者、北の発言に連載をもつ。
2007年度の第8回正論新風賞を受賞。2017年度の第33回正論大賞を受賞した。

## 著書

### 単著
- 『内村鑑三』（構想社 1990／文春学藝ライブラリー（文庫） 2017）
- 『島木健作　義に飢ゑ渇く者』（リブロポート<シリーズ民間日本学者>　1990）
- 『文芸評論』（構想社 1991）
- 『批評の測鉛』（構想社 1992）
- 『日本思想史骨』（構想社 1994）
- 『正統の垂直線　透谷・鑑三・近代』（構想社 1997）
- 『批評の時』（構想社 2001）
- 『国のさゝやき』（構想社 2002）
- 『信時潔』（構想社 2005）
- 『鈴二つ』（構想社 2005）
- 『フリードリヒ 崇高のアリア』（角川学芸出版 2008）
- 『異形の明治』（藤原書店 2014）
- 『シベリウスと宣長』（港の人 2015）
- 『ハリネズミの耳　音楽随想』（港の人 2015）
- 『鬼火　散文詩集』（港の人 2016）
- 『「海道東征」への道』（藤原書店 2016）
- 『明治頌歌　言葉による交響曲』（展転社 2017）
- 『明治の光　内村鑑三』（藤原書店 2018）
- 『「海道東征」とは何か』（藤原書店 2018.5）
- 『義のアウトサイダー』（藤原書店 2018.10）
- 『詩情のスケッチ――批評の即興』（藤原書店 2019.7）
- 『ベートーヴェン　一曲一生』（藤原書店 2020.10）
- 『ブラームス・ヴァリエーション』（藤原書店 2023.4）
- 『美か義か――日本人の再興』（藤原書店 2025.2）

### 共著
- 『日本の覚醒　内村鑑三によって』（富岡幸一郎、リブロポート 1993）
- 『日本の正統』（富岡幸一郎、朝文社 1995）
- 『日本の歴史文学　『夜明け前』と『天皇の世紀』』（富岡幸一郎、朝文社 2001）
- 『文学研究のたのしみ』（鷺只雄・田中実ほか、鼎書房 2002）
- 『歴史精神の再建　明治・大正・昭和』（桶谷秀昭、作品社 2012）

### 編著
- 『北村透谷-《批評》の誕生』（至文堂「国文学解釈と鑑賞」別冊 2006）
- 『「海ゆかば」の昭和』（イプシロン出版企画 2006）
- 『別冊環18　内村鑑三』（藤原書店 2011）